# Lotte Reichenheim
Charlotte (Lotte) Reichenheim, na haar huwelijken ook bekend als Lotte von Mendelssohn-Bartholdy en Lotte Gräfin von Wesdehlen (Berlijn, 25 maart 1877 - Genève, 6 juni 1946) was een Duits-Zwitserse kunstverzamelaar en auteur.

## Levensloop
Reichenheim werd geboren op 25 maart 1877 in Berlijn en groeide op in de wijk Tiergarten. Ze was de dochter van Georg Reichenheim en Margarete Eisner en kwam uit een zeer vermogende joodse familie. Haar ouders hadden zich echter tot het christendom bekeerd. Haar beide ouders verzamelden kunst, met name Franse impressionistische werken.
In 1902 trouwde ze met de bankier Paul von Mendelssohn-Bartholdy. Hij was afkomstig was uit een prominente joodse familie met leden als componist Felix Mendelssohn en de filosoof Moses Mendelssohn. Een jaar na het huwelijk overleed Reichenheims vader. Door de erfenis die ze ontving, werd ze zeer vermogend en financieel onafhankelijk. Haar moeder hertrouwde in 1907 met Franz Oppenheim, de directeur van Agfa, die tevens kunstverzamelaar was.

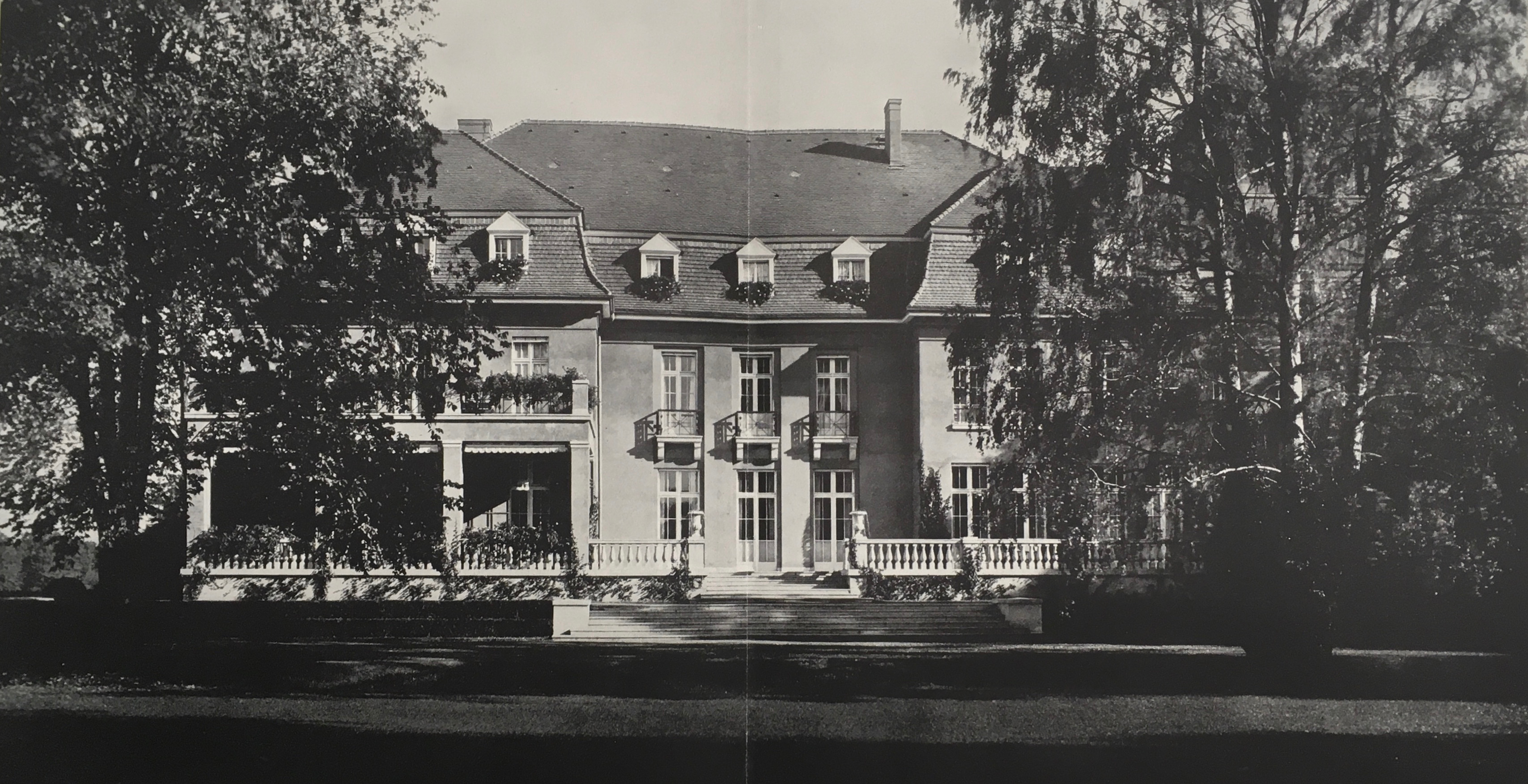
Schloss Börnicke (1916)

Het echtpaar Von Mendelssohn-Bartholdy woonde in Schloss Börnicke vlakbij Bernau dat haar echtgenoot van zijn vader had gekregen. Ze hadden beiden een grote voorliefde voor kunst en design, en in 1909 lieten ze het huis door architect Bruno Paul renoveren om meer plaats te creëren voor hun groeiende kunstverzameling. Het echtpaar bezat werken van Henri Rousseau, Georges Braque, Marie Laurencin, Pablo Picasso en Vincent van Gogh. In 1913 schakelden ze opnieuw de hulp in van Paul om ook hun woning in Berlijn aan de Alsenstraße te verbouwen. Deze woning was regelmatig het toneel van sociale evenementen.
Vanwege haar interesse in interieurontwerp was Reichenheim betrokken bij de organisatie van meerdere tentoonstellingen van moderne interieurs. In 1912 droeg ze bij aan de expositie Der gedeckte Tisch en in 1914 bij een tentoonstelling in München die werd georganiseerd door de Vereinigten Werkstätten für Kunst im Handwerk. In de interieurs die tijdens deze exposities te zien waren, speelde kunst een belangrijke rol. Voor de tentoonstelling in München leende ze een schilderij van Van Gogh uit haar eigen collectie uit. Naast haar betrokkenheid bij de tentoonstellingen, schreef ze stukken over interieurontwerp voor de tijdschriften Die Dame en Wieland. Volgens Reichenheim was het belangrijk dat kunstwerken op de juiste manier in het interieur geïntegreerd werden.
In 1927, na een huwelijk van vijfentwintig jaar, gingen Reichenheim en Von Mendelssohn-Bartholdy uit elkaar. Bij de scheiding werd de kunstcollectie verdeeld. In 1930 hertrouwde ze met Georges Frédéric Petitpierre Graf von Wesdehlen. Door het huwelijk kreeg ze het Zwitsers staatsburgerschap en de adellijke titel gravin. In 1935 overleed haar moeder en Reichenheim erfde haar kunstcollectie. In mei 1936 werd de collectie geveild bij kunstveilinghuis Julius Böhler. De veiling had een opbrengst van 479.995 Reichsmark. Minstens veertien schilderijen van Cézanne bleven onverkocht en werden aan Reichenheim teruggegeven. Volgens het testament van haar moeder was Reichenheim ook voorerfgenaam van het landgoed Oppenheim.
Op 15 december 1938 emigreerde ze naar Zwitserland, haar echtgenoot bleef achter in Berlijn. Vanwege de hoge Reichsfluchtsteuer, een belasting die kapitaalvlucht naar het buitenland moest voorkomen, raakte ze bijna al haar bezittingen kwijt. Ze had voor haar vertrek meerdere schilderijen van Rousseau en Picasso in bezit gehad, alsmede de schilderijen van Cézanne die ze na het overlijden van haar moeder in 1935 had geërfd. Haar bezittingen die waren achtergebleven in Duitsland werden in beslag genomen door de nazi's.
Reichenheim woonde tot haar dood in Zwitserland. Ze overleed in Genève op 6 juni 1946.

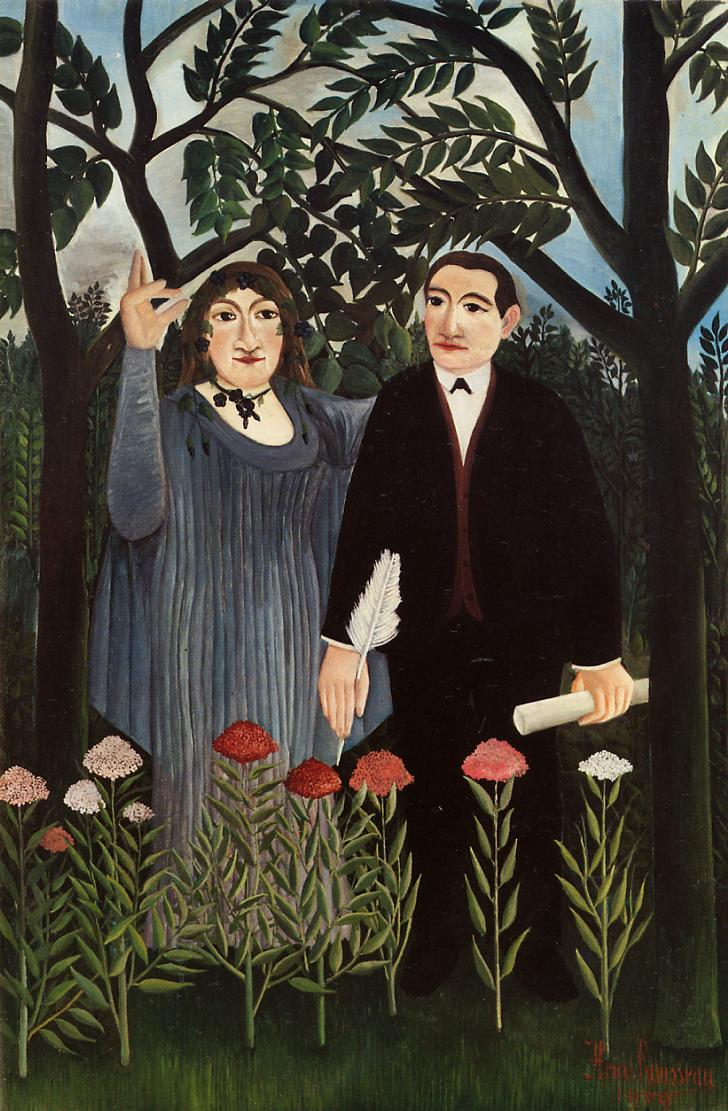
La muse inspirant le poète (1909) van Henri Rousseau

## Restitutie
Na de Tweede Wereldoorlog dienden haar erfgenamen vorderingen in voor antiek en kostbaarheden die waren ondergebracht bij de Deutsche Länderbank, evenals voor het verlies van effecten als gevolg van de Reichsfluchtsteuer die Reichenheim moest betalen. Voor de laatstgenoemde claim werd in 1961 geschikt.
In 2021 eisten de erfgenamen dat het Kunstmuseum Basel onderzoek zou doen naar de provenance van het schilderij La muse inspirant le poète (1909) van Henri Rousseau dat in 1940 door Reichenheim aan het museum werd verkocht. In juni 2022 presenteerde het museum de uitkomst van het herkomstonderzoek, waarna de familie een verzoek tot restitutie deed. Het museum weigerde dit, aangezien zij stellen dat Reichenheim een eerlijke prijs heeft gekregen voor het werk toen zij het aan hen verkocht. Volgens de erfgenamen gaat het echter om Fluchtgut ('vluchtgoed'). Zij stellen dat Reichenheim het schilderij heeft moeten verkopen wegens geldnood dat voortkwam uit de oorlogsomstandigheden en het museum hiervan profiteerde. Reichenheim had in Zwitserland geen bezittingen en ze had geen toegang tot haar Duitse bankrekeningen. Het schilderij was in 1940 op de vrije markt ongeveer 40.000 - 60.000 Zwitserse frank waard. Reichenheim vroeg 20.000 Zwitserse frank voor het schilderij en kreeg uiteindelijk 12.000 Zwitserse frank.
In 2024 werd de waarde van het schilderij geschat op ruim vijftig miljoen euro. Onderhandelingen over restitutie hebben achter gesloten deuren plaatsgevonden.
- Gemeinsame Normdatei: 1149706724
- Virtual International Authority File: 57377975